# Маріо Бонетті
Маріо Бонетті (італ. Mario Bonetti, 3 березня 1888, Ареццо - 19 лютого 1961, Генуя) - італійський адмірал, учасник Першої та Другої світових воєн.

## Біографія
Маріо Бонетті народився 3 березня 1888 року в  Ареццо. У 1906 році вступив до Військово-морської академії в Ліворно, яку закінчив у 1909 році у званні гардемарина. Ніс службу на борту крейсерів «Піза» та «Сан-Марко».
Під час італійсько-турецької війни командував ротою морської піхоти, яка брала участь в десантних операціях біля Дерни та Тобрука. За участь у війні був нагороджений  Хрестом «За військову доблесть».

### Перша світова війна
Під час Першої світової війни у званні лейтенанта протягом 21 місяця ніс службу на борту підводних човнів «F7» і «F13», потім командував підводним човном «F10». Потім був помічником капітана есмінця «Ардіто». За участь у війні був нагороджений Срібною медаллю «За військову доблесть».

### Міжвоєнний період
Протягом 1920-1926 років Маріо Бонетті, у званні капітана III рангу, командував гідрографічним судном «Амміральйо Маньягі», здійснивши на ньому низку гідрографічних місій. Пізніше командував підводним човном «N3». У 1923 році здобув диплом зі спеціалізації у галузі мореплавства та гідрографії. У 1927 році отримав звання капітана II рангу, і був призначений командувачем крейсера «Куарто». Пізніше командував підводними човнами «Балілла» та «Антоніо Шеза». 
Протягом трьох років був керівником Інституту гідрографії, потім, після отримання звання капітана I рангу, повернувся до командування гідрографічним судном «Амміральйо Маньягі». Керував групою гідрографічних суден, які протягом 1934-1938 років здійснили низку гідрографічних місій в Червоному морі.

### Друга світова війна
У листопаді 1940 року Маріо Бонетті отримав звання контрадмірала, і на початку наступного року був призначений командувачем Верховного військово-морського командування Італії у Східній Африці (італ. Comando Superiore Navale Africa Orientale Italiana) в Еритреї із базуванням в Массауа. 
Навесні 1941 року після поразки італійців у битві при Керені стало зрозуміло, що падіння Італійської Східної Африки неминуче. Перед Маріо Бонетті постало завдання спланувати перебазування кораблів та підводних човнів, здатних до океанських переходів, у дружні порти Франції та Японії, а також знищення всіх інших суден, щоб уникнути їх потрапляння у руки союзників.
У березні 1941 року підводні човни «Перла», «Галілео Ферраріс», «Аркімеде» та «Альберто Гульєльмотті» вирушили в Бордо, де була військово-морська база підводних човнів Королівського флоту Італії BETASOM, а колоніальний шлюп «Еритрея», пароплав «Гімалая» та допоміжні крейсери «Рамб I» і «Рамб II» вирушили до Японії. 
Решта суден не мали технічної можливості здійснити такі дальні походи.
Тому 31 березня есмінці «Тігре», «Леоне» та «Пантера» здійснили невдалу атаку на Суец, під час якої «Леоне» налетів на не позначену на карті скалу та отримав серйозні пошкодження. 1 квітня «Тігре» та «Пантера» змушені були потопити його. 
Увечері 1 квітня п'ять есмінців («Надзаріо Сауро», «Даніеле Манін», «Чезаре Баттісті», «Тігре» та «Пантера») вирушили в свій останній похід на Порт-Судан. Під час атаки «Даніеле Манін» і «Надзаріо Сауро» загинули в бою, а «Тігре», «Пантера» та «Чезаре Баттісті» дістались до аравійського узбережжя, де були затоплені екіпажами.
В період з 1 по 8 квітня Маріо Бонетті організував самозатоплення кораблів, які не могли покинути порт. Були затоплені дев'ять італійських та п'ять німецьких торгових кораблів, есмінці «Вінченцо Джованні Орсіні» та «Джованні Ачербі», мінний загороджувач «Остія» та низка іншим менших кораблів.
Гарнізон Массауа, яким командував Маріо Бонетті, становив 10 000 солдатів. Після поразки у битві при Керені це був останній опорний пункт італійців в Еритреї. Британські війська підійшли до міста 5 квітня. Британський командувач генерал Льюїс Хіт (англ. Lewis Heath) висунув Бонетті ультиматум із вимогою здати місто та не блокувати порт затопленням кораблів. У противному випадку він погрожував кинути італійське цивільне населення в Східній Африці напризволяще. Бонетті двічі відкинув ультиматум. 8 квітня 7-а та 10-та індійські бригади розпочали штурм міста за підтримки 4-го Королівського танкового полку, військ Вільної Франції та Королівських ВПС, які бомбардували позиції італійської артилерії.
Атака 7-ї індійської бригади була відбита, але 10-й бригаді та танкам вдалося пробити оборону на західній стороні фортеці, тоді як сили голлістів прорвалися в південно-західному секторі. У другій половині дня 8 квітня Бонетті капітулював, кинувши якомога більше матеріалів у води порту.
За оборону Массауа Маріо Бонетті був нагороджений Військовим орденом Італії та Орденом Заслуг німецького орла. Він був поміщений у табір для військовополонених в Індії, де перебував до 1945 року.

### Післявоєнний період
Після закінчення війни Маріо Бонетті повернувся на батьківщину.Він отримав звання дивізійного адмірала і був призначений командувачем Військово-морської академії. У жовті 1947 року був переведений в запас у зв'язку з досягненням граничного віку служби. У 1956 році отримав звання адмірала ескадри і вийшов у відставку.
Помер у Генуї 19 лютого 1961 року.

## Нагороди

### Італійські
- Срібна медаль «За військову доблесть»
- Хрест «За військову доблесть»
- Офіцер Військового ордена Італії
- Командор Ордена Корони Італії
- Кавалер Ордена Святих Маврикія та Лазаря
- Командор Колоніального ордена Зірки Італії
- Великий офіцер Ордена «За заслуги перед Італійською Республікою»

### Іноземні
- Орден Заслуг німецького орла